# Малямувка
Малямувка (пол. Malamówka) — село в Польщі, у гміні Мацейовиці Ґарволінського повіту Мазовецького воєводства.
Населення — 37 осіб (2011).
У 1975-1998 роках село належало до Седлецького воєводства.

## Демографія
Демографічна структура станом на 31 березня 2011 року:
|          | Загалом | Допрацездатний вік | Працездатний вік | Постпрацездатний вік |
| -------- | ------- | ------------------ | ---------------- | -------------------- |
| Чоловіки | 19      | 0                  | 14               | 5                    |
| Жінки    | 18      | 1                  | 11               | 6                    |
| Разом    | 37      | 1                  | 25               | 11                   |